# Zhuchengceratops inexpectus
Zhuchengceratops inexpectus Xu et al., 2010 è un genere fossile di ceratopside vissuto durante il Cretaceo superiore, circa 70 milioni di anni fa, nell'attuale area della Cina.
Zhuchengceratops condivide alcune caratteristiche, seppur differenti, sia con i leptoceratopsidi che con altre famiglie di ceratopi, in particolare con la famiglia Ceratopsidae. Le dimensioni del taxon è imponente, simile agli altri leptoceratopsidi. Zhuchengceratops è stato riconosciuto appartenente alla famiglia del genere Leptoceratops e del genere Udanoceratops, anche se rimangono dubbi sulla relazione tassonomica fra gli esemplari.

## Scoperta e denominazione

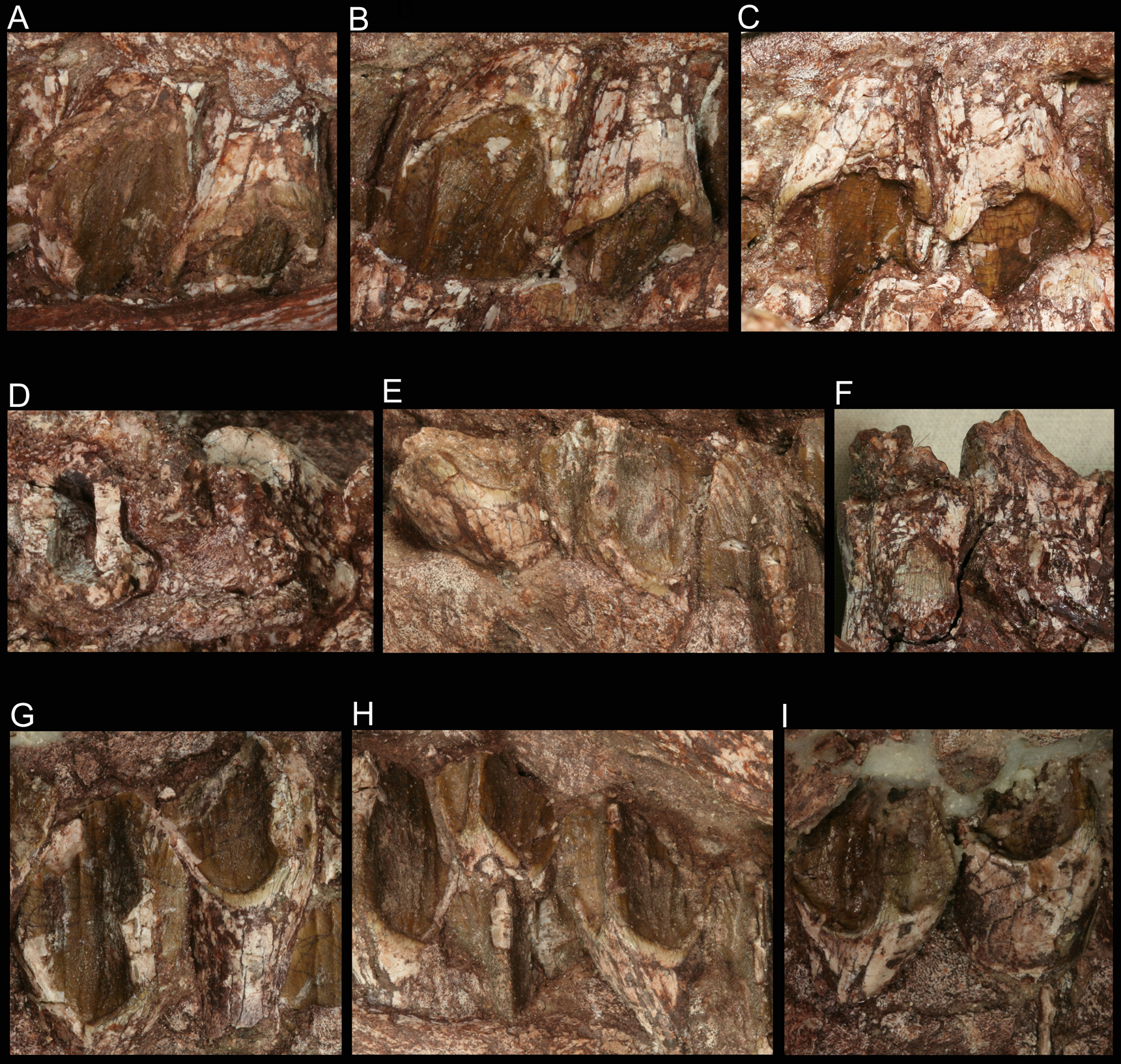
Dentatura di Zhuchengoceratops inexpectus

Zhuchengceratops era un ceratopo vissuto durante il tardo Cretaceo in quello che è oggi il Kugou, nella città-contea di Zhucheng in Cina. È noto da un reperto fossile di scheletro parzialmente articolato, comprendente vertebre, costole, denti, parti del cranio e mandibole. I fossili sono stati recuperati dal gruppo di Wangshi. Il genere è stato nominato dai paleontologi Xu Xing, Wang Kebai, Zhao Xijin , Corwin Sullivan e Chen Shuqing nel 2010, e la specie chiamata Zhuchengceratops inexpectus. Il nome del genere deriva dalla combinazione della località cinese di Zhucheng, dove è stato rinvenuto, e dalle parole greche -κέρατα- e -ωπος, ovvero con il significato di volto cornuto. L'epiteto specifico fa invece riferimento alla scoperta inattesa dello scheletro articolato.
Il campione recuperato probabilmente rappresenta un adulto, ed è leggermente più grande rispetto alla maggior parte degli altri leptoceratopsidae, essendo lungo circa 2 metri. Il dinosauro aveva una mandibola lunga 50 cm, particolarmente massiccia e profonda, ma anche sottile trasversalmente. Si tratta del terzo leptoceratopside rinvenuto in Asia e, come per gli altri esemplari, questa scoperta mostra la coesistenza di due classi strettamente correlate, con alcune differenze nella mascella e nell'adattamento dei denti per la masticazione che indicano diverse modi di nutrizione.